# ROCK MARINE
『ROCK MARINE』（ロック・マリン）は、大久保海太通算3枚目のアルバム。2001年6月27日発売。発売元は アンティノス・レコード。

## 解説
先行シングル「夏は、いつ」（2001.5.23、BayFM成東ビーチステーション「Palm Terrace」イメージソング）を含む、「夏」「海」をテーマに製作されたコンセプチュアルな作品。一貫して季節感を押し出した作品となっている。
初回生産盤のみCD2枚収納可能な特殊ケース仕様で、CD円盤サイズのフォトカードがトレイの片方に収められている。裏側は、恒例の「海の日ライヴ」、及び本アルバムリリースに関連した全国ライヴ「"ROCK MARINE" AROUND」ツアーの広告を掲載。なお、CDジャケットではアンティノス・レコードから発表したCDで唯一、大久保がカメラ目線の写真を使用している。
CDパッケージでの販売は終了しているが、音楽配信サービスでの購入が可能（2008年現在）。

## 収録曲
1. 珊瑚
  - 作詞・作曲: 大久保海太
2. 眠るエレキ
  - 作詞・作曲: 大久保海太
3. 夏は、いつ （Album Mix）
  - 作詞・作曲: 大久保海太
4. 海より君へ愛を込めて
  - 作詞・作曲: 大久保海太
5. オリーブへ
  - 作詞・作曲: 大久保海太
6. SURF LIFE
  - 作曲・編曲: 大久保海太

インストゥルメンタル。
7. 優しい言葉を ～辻堂ver.～
  - 作詞・作曲: 大久保海太

アルバム『リン』（1999.7.20）収録曲の別ヴァージョン。
8. 帰りたくない
  - 作詞・作曲: 大久保海太

※編曲者の表記はなし。

## 関連作品
- 夏は、いつ　-　シングル・ミックス